# Лора (Німеччина)
Лора (нім. Lohra) — громада в Німеччині, знаходиться в землі Гессен. Підпорядковується адміністративному округу Гіссен. Входить до складу району Марбург-Біденкопф.
Площа — 49,18 км2. Населення становить 5446 ос. (станом на 31 грудня 2020).